# Fangasso
Fangasso è un comune rurale del Mali facente parte del circondario di Tominian, nella regione di Ségou.
È gemellata con la città Tedesca di Rheinsberg.